# Équipe d'Algérie de football en 1993
L'équipe d'Algérie de football participe lors de cette année aux tours préliminaires à la Coupe du monde de football 1994 ainsi qu'aux Qualifications pour la Coupe d'Afrique des nations 1994. L'équipe d'Algérie est entraînée par Meziane Ighil et mehdaoui.

## Déroulement de la saison

### Classement FIFA 1993
Le tableau ci-dessous présente les coefficients mensuels de l'équipe d'Algérie publiés par la FIFA durant l'année 1993.
| Mois | janv. | fév. | Mars | Avril | Mai | Juin | Juillet | Août | sept. | oct. | nov. | déc. |
| Rang | 30    | 30   | 30   | 30    | 30  | 30   | 30      | 34   | 30    | 31   | 33   | 35   |

### Classement de la CAF
Le tableau ci-dessous présente les coefficients mensuels de l'équipe d'Algérie dans la CAF publiés par la FIFA durant l'année 1993.
| Mois | janv. | fév. | Mars | Avril | Mai | Juin | Juillet | Août | sept. | oct. | nov. | déc. |
| Rang | 5     | 5    | 5    | 5     | 5   | 5    | 5       | 8    | 5     | 6    | 6    | 8    |

## Les matchs
| Date              | Stade, Ville, Pays                                  | Adversaire    | Score | Comp | Buteurs algériens                         |
| 10 janvier 1993   | Stade Léopold-Sédar-Senghor Dakar, Sénégal          | Sénégal       | 1 - 2 | QCAN | Meftah 26e, Brahimi 57e                   |
| 17 janvier 1993   | Stade du Prince Louis Rwagasore Bujumbura, Burundi  | Burundi       | 0 - 0 | QCM  |                                           |
| 24 janvier 1993   | Estádio 24 de Setembro Bissau, Guinée Bissau        | Guinée-Bissau | 1 - 4 | QCAN | Rahmouni 21e, Tasfaout 31e, Dziri 76e 88e |
| 26 février 1993   | Complexe sportif Akid Lotfi Tlemcen, Algérie        | Ghana         | 2 - 1 | QCM  | Brahimi 58e 83e                           |
| 9 avril 1993      | stade du 5-Juillet-1962 Alger, Algérie              | Sierra Leone  | 0 - 0 | QCAN |                                           |
| 16 avril 1993     | Complexe sportif Akid Lotfi Tlemcen, Algérie        | Côte d'Ivoire | 1 - 1 | QCM  | Tasfaout 28e                              |
| 23 avril 1993     | stade du 5-Juillet-1962 Alger, Algérie              | Togo          | 4 - 0 | QCAN | Tasfaout 34e 43e, Brahimi 72e, Zekri 84e  |
| 22 juin 1993      | stade du 5-Juillet-1962 Alger, Algérie              | Guinée        | 1 - 1 | A    | Kaoua 65e                                 |
| 3 juillet 1993    | Lagos National Stadium Lagos, Nigeria               | Nigeria       | 4 - 1 | QCM  | Tasfaout 5e                               |
| 18 juillet 1993   | Stade Félix Houphouët-Boigny Abidjan, Côte d'ivoire | Côte d'Ivoire | 1 - 0 | QCM  |                                           |
| 25 juillet 1993   | stade du 5-Juillet-1962 Alger, Algérie              | Sénégal       | 4 - 0 | QCAN | Tasfaout 3e 62e 76e, Zekri 32e            |
| 22 septembre 1993 | Stade Mohamed V Casablanca, Maroc                   | Maroc         | 0 - 0 | A    |                                           |
| 8 octobre 1993    | stade du 5-Juillet-1962 Alger, Algérie              | Nigeria       | 1 - 1 | QCM  | Zerrouki 71e                              |

Légende: A : Match amical  / QCAN : Qualifications à la Coupe d'Afrique des nations de football 1994 / QCM : Tours préliminaires à la Coupe du monde de football 1994

### Bilan
| Rang | Équipe  | Pts | J  | G | N | P | Bp | Bc | Diff |
| ---- | ------- | --- | -- | - | - | - | -- | -- | ---- |
| #    | Algérie | 21  | 13 | 5 | 6 | 2 | 20 | 11 | +9   |